# Тиири, Вяинё
Виянё Эдвар Тиири (фин. Väinö Edward Tiiri; 31 января 1886, Лоймаа, Або-Бьёрнеборгская губерния — 30 июля 1966, Хельсинки) — финский гимнаст, призёр летних Олимпийских игр.
На Играх 1908 года в Лондоне Тиири участвовал только в командном первенстве, в котором его сборная заняла третье место.
На Олимпиаде 1912 года в Стокгольме Тиири снова вошёл в сборную Финляндии, которая заняла вторую позицию в командном первенстве по произвольной системе.